# Conall Cremthainne

Reinos de irlanda

Conall Cremthainne (m. 480), también llamado Conall Err Breg, fue un rey irlandés. Era hijo de Niall de los Nueve Rehenes, y fue uno de los progenitores de la dinastía Uí Néill.
Es el primer rey de Uisnech en Mide de los Uí Néill mencionado en la lista de reyes del Libro de Leinster. Su sobrenombre Cremthainne implica que creció entre los Uí Cremthainn del Airgíalla. Probablemente era en origen la misma persona que Conall Gulban, diferenciándose ambos personajes por la evolución política del siglo VIII. Según una vida de San Patricio escrita por Tírechán, Patricio bendijo a Conall y rechazó a su hermano Coirpre mac Néill, antepasado de los Cenél Coirpri, en una reunión en Tailtiu. Los anales dan únicamente la fecha de muerte.
A través de su hijo Fergus Cerrbél, es el antepasado de los Clann Cholmáin y los Síl nÁedo Sláine. Otro hijo suyo, Ardgal mac Conaill (m. 520) fue antepasado de los Cenél nArdgail en Co.Meath